# فدریکو ساکی
فدریکو ساکی (انگلیسی: Federico Sacchi؛ زادهٔ ۴ سپتامبر ۱۹۳۶) بازیکن فوتبال اهل آرژانتین بود.
از باشگاه‌هایی که در آن بازی کرده‌است می‌توان به باشگاه فوتبال راسینگ، باشگاه فوتبال نیولز اولد بویز، باشگاه فوتبال بوکا جونیورز، و باشگاه فوتبال اسپورتینگ کریستال اشاره کرد.
وی همچنین در تیم ملی فوتبال آرژانتین بازی کرده‌است.